# أكاديمية النقوش والآداب
أكاديمية النقوش والآداب الجميلة (بالفرنسية: Académie des Inscriptions et Belles-Lettres)‏ هي أكاديمية، تأسست في 1663، في فرنسا، وكان مؤسسها هو جان بابتيست كولبير.